# 수선
수선(중국어: 水仙, 병음: shuǐxiān 수이셴[*])은 중국 푸젠성 우이 산(武夷山)에서 생산되는 우롱차(청차)의 한 품종이다. 원래 차 나무 품종이 수선인데 차 역시 수선으로 불리게 되었다.
지역에 따라 민북수선(閩北水仙), 민남수선(閩南水仙), 봉황수선(鳳凰水仙)으로 나눈다. 민북수선은 푸젠성 우이산 일대에서 나는 수선으로, 민북수선을 일반적으로 수선이라 부른다. 민남수선은 푸젠 성 융춘 현(永春縣)에서 나는 수선이다. 봉황수선은 광둥성 라오핑 현(饒平縣), 차오안 구(潮安區) 일대의 펑황 산(鳳凰山)에서 나는 것을 말한다. 봉황수선 중 우수한 것을 봉황단총(鳳凰單叢)이라 따로 분류한다.
수선 잎의 생김새는 길고 곧게 뻗은 모습이며, 봉황단총과 비교해서는 좀더 굵은 느낌이다. 우려내고 난 찻잎은 어두운 초록빛을 띤다. 우릴 때의 물 색깔은 오렌지빛이며, 진한 난꽃향을 풍긴다. 가격이 싼 품종은 푸젠 성 어디에서나 쉽게 구할 수 있으며, 음식점에서 인기 있는 상품이기도 하다.

## 같이 보기
- 우롱차
- 무이암차